# 王彬华
王彬华（1914年3月5日—2011年4月13日），原名王华文，字彬华，安徽寿县人，中国海洋气象学家，曾任青岛观象台台长、中国海洋大学教授。

## 生平
1914年，王彬华生于安徽寿县。1934年夏考入国立山东大学物理系天文气象组，受教于时任青岛观象台台长蒋丙然与特约研究员李珩，并曾在青岛观象台实习。1937年全面抗战爆发后，山东大学被迫内迁，于1938年初停办，王彬华遂于1938年4月转入当时在重庆的国立中央大学，次年毕业，进入中央研究院气象研究所，师从气象学家竺可桢。此后曾先后在四川省气象所、中央气象局工作。1943年，王彬华被征召入中美合作所气象组，作为技术人员工作。
1945年日本投降后，王彬华于9月被任命为青岛观象台台长，1946年1月6日到达青岛从日本人手中接收观象台。由于观象台战时曾遭破坏，王彬华即着手组织修复、购置仪器设备，恢复观测研究活动。同时因当时青岛水族馆归观象台管理，王彬华兼任水族馆馆长，组织了对水族馆的恢复与重新开放。1946年秋，王彬华兼任山东大学农学院气象学教授。1947年，王彬华主持编纂《青岛市观象台五十周年纪念特刊》，对青岛观象台的以往发展过程、观测资料、工作成果进行了汇总，1948年出版。1949年6月2日青岛解放后，青岛市军管会派军代表接收观象台，王彬华仍任台长。1951年9月，青岛观象台由中国人民解放军海军接收，改为海军青岛基地观象台，王彬华仍任台长，为海军各基地培养气象技术人员。当时解放军实行供给制，军队干部战士没有薪水，而王彬华享受作为地方技术人员的优厚待遇，王彬华便多次将自己的工资退回，最终说服上级同意对其同样实施供给制，并撤回为其配备的厨师、司机。1953年，王彬华任山东大学物理系教授，负责创建海洋气象学专业。
1956年，王彬华离开青岛观象台，不再兼任台长。1959年，山东海洋学院（今中国海洋大学）在留在青岛的山东大学部分科系的基础上组建，王彬华任海洋水文气象系副主任，此后长期在该校任教、参与科研。文革期间，王彬华因其在中美合作所的工作经历遭受冲击。1983年，其撰写的《海雾》一书出版发行，1985年由施普林格出版社出版英文版，在全世界发行，至今仍是全世界唯一一部全面系统研究海雾的专著。此外，王彬华还编著出版了《气象学》、《海洋气象学》、《海洋天气学》等书籍，先后发表了《在西藏高原影响下中国动力性气旋的生成及其发展》、《中国近海海雾的初步分析》等60余篇论文，并兼任中国海洋湖沼学会水文气象学会副理事长、山东气象学会副理事长、山东海洋湖沼学会副理事长等职。2004年10月18日，在中国气象学会成立80周年庆祝大会上，王彬华获得中国大陆气象领域首次设立的最高奖项 “气象终身成就奖”。 2011年4月13日在青岛病逝。